# A259 road
Die A259 road (englisch für Straße A259) ist eine 190,7 km lange Fernstraße in England, die Folkestone in Kent mit Emsworth in Hampshire verbindet. 

## Verlauf
Die teilweise als Primary road ausgewiesene Fernstraße beginnt an der Autobahnauffahrt der M20 bei Folkestone. Sie durchquert die Städte Hastings, Eastbourne, Brighton, Worthing und Chichester Richtung Westen und endet an der A27 zwischen Havant und Emsworth. Während des gesamten Verlaufs befindet sie sich in unmittelbarer Nähe der englischen Küste am Ärmelkanal.

## Verkehr
Die Straße gilt als eine der gefährlichsten Straßen in Südengland. Zwischen 2014 und 2018 wurden in Brighton and Hove 456 Unfälle registriert, damit ist sie Spitzenreiter in East Sussex. Zudem gilt sie als Schwerpunkt für Staus und Verkehrsunfälle.

## A2008 road
Ein ehemaliger Streckenabschnitt war zuvor die A road A2008 bei Hythe. Sie wurde ursprünglich als Verbindungsstraße zwischen der A259 und der A261 festgelegt. Der Abschnitt verlief durch die Scanlons Bridge Road und passierte unter anderem den Bahnhof Hythe. Als in Hythe ein Einbahnstraßenring entstand, wurde sie Teil der A259.